# Kabupaten de Musi Rawas
Le kabupaten de Musi Rawas, en indonésien Kabupaten Musi Rawas, est un kabupaten de la province de Sumatra du Sud en Indonésie. Son chef-lieu s'appelle Muara Beliti Baru.

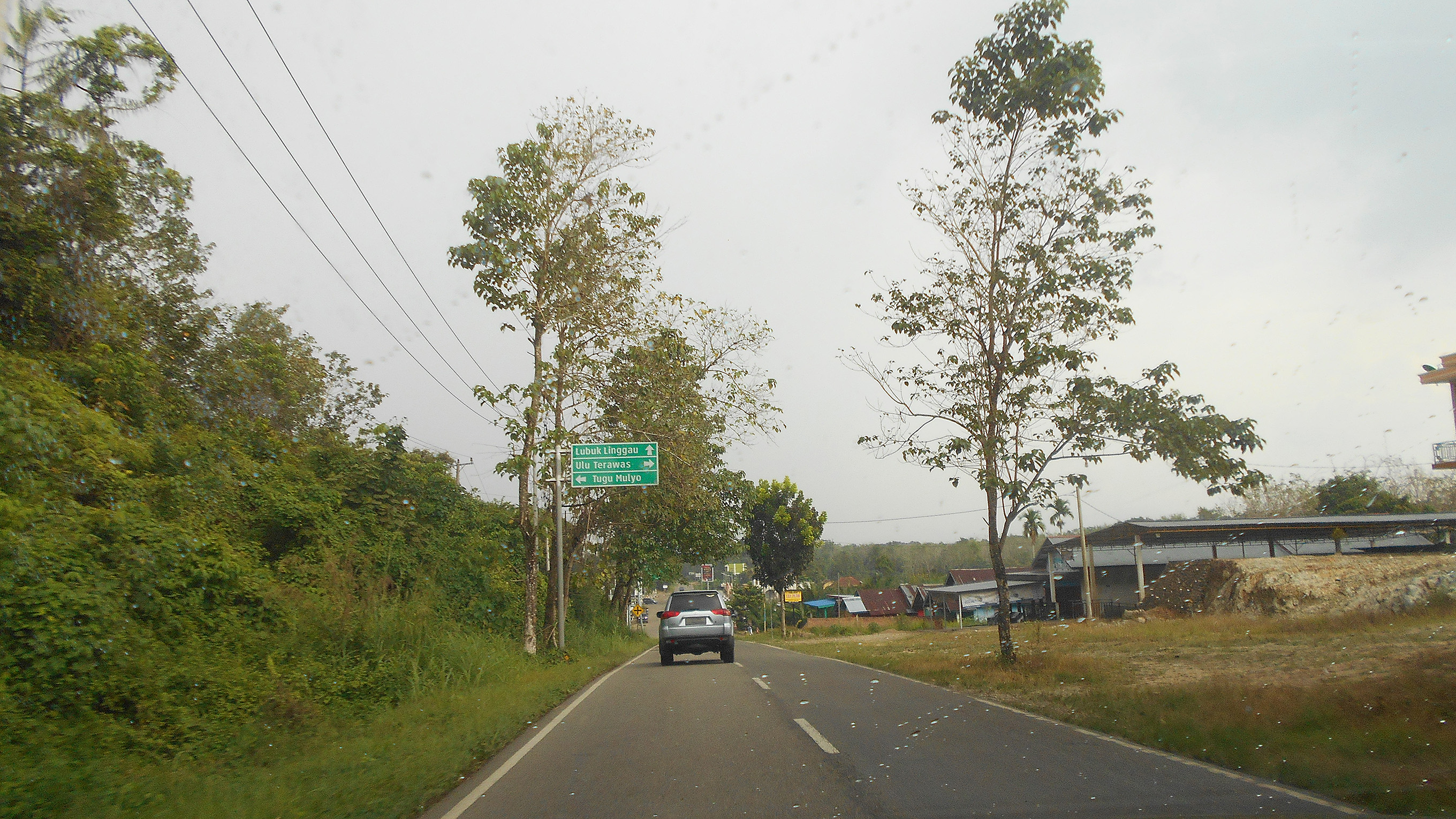
L'autoroute transsumatrane à la régence de Musi Rawas en 2020

- (id) https://web.archive.org/web/20110511015149/http://www.musi-rawas.go.id/